# سرير ملك كاليفورنيا
كاليفورنيا كينغ بيد هي أغنية سجلتها المغنية البربادوسية ريانا من ألبومها الخامس، لاود (2010). صدرت كأغنية منفردة خامسة من الألبوم في 13 مايو، 2011 من خلال تسجيلات ديف جام. الأغنية من كتابة أندرو هار، جيرمين جاكسون، بريسيلا رينيا وأليكس ديلكاتا، من إنتاج أندرو وجيرمين تحت اسم فريق إنتاجهم ذا رنيرز. موسيقياً، «كاليفورنيا كينغ بيد» هي أب-تيمبو بالاد، والتي تشمل على عناصر من موسيقى الروك.
تلقت الأغنية مراجعات إيجابية من نقاد الموسيقى، الذين أشادوا على أداء ريانا الصوتي. تمكنت الأغنية من الوصول إلى المركز السابع والثلاثون في بيلبورد هوت 100 بعد عدة أسابيع من تقدم وتراجع الأغنية في هذا المخطط. تم إخراج الفيديو المصور بواسطة المخرج أنثوني ماندلير، يصور ريانا تغني عن حول كيف هي بحاجة ماسة إلى عشيقها وتريد أن تبين مشاعرها الحقيقية تجاه. المدير الإبداعي قام بتصميم سرير طوله ثمانية عشر أقدام للفيديو. قامت ريانا بأداء الأغنية لأول مرة في جوائز أي سي إم، جنباً إلى جنب مع عضوة فرقة «شوغرلاند» جينيفر ناتلي، وكذلك في أمريكان آيدول، وتودي شو على قناة إن بي سي. الأغنية أدرجت في جولة لاود (2011).

## الأداء التجاري

### أوقيانوسيا
قبل صدور الأغنية رسمياً، دخلت أستراليا لأول مرة في المركز الواحد والستون يوم 11 أبريل، 2011 وبلغت ذروتها في المركز الرابع لمدة أسبوعين متتالين. تم اعتماد الأغنية بشهادة البلاتينوم من قبل رابطة صناعة التسجيلات الأسترالية، لشحن 70,000 نسخة. الأغنية ظهرت أيضاً في نيوزيلندا قبل صدورها رسمياً، دخلت لأول مرة المركز الثامن عشر في 18 أبريل، 2011, في نهاية المطاف بلغت ذروتها في المركز الرابع لمدة أسبوعين. تم اعتماد الأغنية بالشهادة الذهبية لبيع 7,500 نسخة.

### أوروبا
في المملكة المتحدة، الأغنية وصلت إلى المركز الثامن في 5 يونيو، 2011 وكذلك وصلت إلى المركز الثالث في آر أند بي المملكة المتحدة يوم 11 يونيو، 2011.

### أمريكا الشمالية
في الولايات المتحدة، دخلت بيلبورد هوت 100 لأول مرة في المركز الثمانون ووبلغت ذروتها في المركز السابع والثلاثون، أصبحت أغنية ريانا الخمسة والعشرون التي تدخل المراكز الأربعون الأولى. أدرجت الأغنية في المركز السابع والأربعون في قائمة أفضل الأغاني مبيعاً في دانس/كلوب لعام 2011.

## قائمة أغاني الأغنية المنفردة
- تحميل رقمي[11]

1. «كاليفورنيا كينغ بيد» – 4:11

- أسطوانة منفردة[12]

1. «كاليفورنيا كينغ بيد» (نسخة الألبوم) – 4:11
2. «إس اند إم» (سيدني سامسون كلوب ريمكس) – 6:48

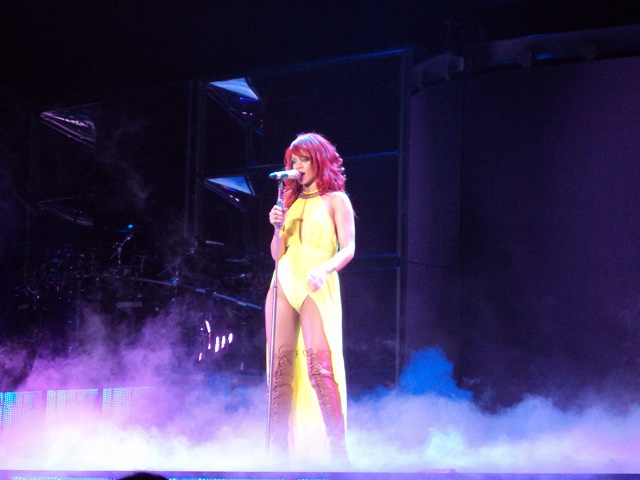
ريانا تؤدي "كاليفورنيا كينغ بيد" في جولة لاود في ولاية كاليفورنيا، 2011.

| - ريمكسات الولايات المتحدة/أستراليا 1. «كاليفورنيا كينغ بيد» (دي جي تشوس وآبيل راموس راديو) – 3:27 2. «كاليفورنيا كينغ بيد» (ذا بيمبو جونز راديو) – 3:13 3. «كاليفورنيا كينغ بيد» (باسجاكيرز راديو) – 3:19 4. «كاليفورنيا كينغ بيد» (دي جي تشوس وآبيل راموس كلوب) – 6:07 5. «كاليفورنيا كينغ بيد» (ذا بيمبو جونز كلوب) – 6:08 6. «كاليفورنيا كينغ بيد» (باسجاكيرز كلوب) – 5:01 7. «كاليفورنيا كينغ بيد» (دي جي تشوس وآبيل راموس داب) – 6:13 8. «كاليفورنيا كينغ بيد» (ذا بيمبو جونز داب) – 6:05 9. «كاليفورنيا كينغ بيد» (باسجاكيرز داب) – 5:02 |

## الرسوم البيانية
| المخطط (2011)                         | المركز | المصادر |
| ------------------------------------- | ------ | ------- |
| أستراليا                              | 4      | [ 2 ]   |
| النمسا                                | 4      | [ 14 ]  |
| بلجيكا (فلاندرز)                      | 9      | [ 15 ]  |
| بلجيكا (والونيا)                      | 26     | [ 16 ]  |
| البرازيل                              | 12     | [ 17 ]  |
| أغاني البوب البرازيل                  | 4      | [ 17 ]  |
| كندا                                  | 20     | [ 3 ]   |
| كرواتيا                               | 1      | [ 18 ]  |
| جمهورية التشيك                        | 3      | [ 19 ]  |
| الدنمارك                              | 30     | [ 20 ]  |
| فرنسا                                 | 30     | [ 21 ]  |
| ألمانيا                               | 8      | [ 22 ]  |
| المجر (مراكز الراديو الأربعين الأولى) | 17     | [ 23 ]  |
| أيرلندا                               | 11     | [ 24 ]  |
| إسرائيل                               | 7      | [ 25 ]  |
| إيطاليا                               | 10     | [ 26 ]  |
| لوكسمبورغ                             | 6      | [ 11 ]  |
| هولندا (المراكز الأربعين الأولى)      | 9      | [ 27 ]  |
| هولندا (مراكز ميغا المائة الأولى)     | 19     | [ 28 ]  |
| نيوزيلندا                             | 4      | [ 29 ]  |
| بولندا                                | 1      | [ 30 ]  |
| البرتغال                              | 2      | [ 31 ]  |
| رومانيا                               | 19     | [ 32 ]  |
| إسكتلندا                              | 8      | [ 33 ]  |
| سلوفاكيا                              | 1      | [ 34 ]  |
| السويد                                | 31     | [ 35 ]  |
| سويسرا                                | 10     | [ 36 ]  |
| المملكة المتحدة                       | 8      | [ 37 ]  |
| آر أند بي المملكة المتحدة             | 3      | [ 38 ]  |
| بيلبورد هوت 100                       | 37     | [ 3 ]   |
| بيلبورد هوت أغاني الدانس كلوب         | 1      | [ 39 ]  |
| بيلبورد أغاني البوب                   | 18     | [ 3 ]   |

| المخطط (2011)                     | المركز | المصادر |
| --------------------------------- | ------ | ------- |
| أستراليا                          | 61     | [ 40 ]  |
| النمسا                            | 49     | [ 41 ]  |
| بلجيكا (فلاندرز)                  | 71     | [ 42 ]  |
| كندا                              | 90     | [ 43 ]  |
| كرواتيا                           | 10     | [ 18 ]  |
| ألمانيا                           | 68     | [ 44 ]  |
| هولندا (مراكز ميغا المائة الأولى) | 80     | [ 45 ]  |
| نيوزيلندا                         | 43     | [ 46 ]  |
| السويد                            | 100    | [ 47 ]  |
| سويسرا                            | 59     | [ 48 ]  |
| المملكة المتحدة                   | 79     | [ 49 ]  |
| بيلبورد هوت أغاني الدانس كلوب     | 47     | [ 50 ]  |

## الشهادات
| الدولة    | الشهادات     | المبيعات | المصادر |
| --------- | ------------ | -------- | ------- |
| أستراليا  | 2× بلاتينيوم | 140,000  | [ 51 ]  |
| إيطاليا   | بلاتينيوم    | 30,000   | [ 9 ]   |
| نيوزيلندا | ذهبي         | 7,500    | [ 31 ]  |
| السويد    | بلاتينيوم    | 40,000   | [ 52 ]  |
| سويسرا    | ذهبي         | 15,000   | [ 53 ]  |

## تاريخ الإصدار
| الدولة           | التاريخ        | نوع التحميل                                         | شركة الإنتاج        | المصادر |
| ---------------- | -------------- | --------------------------------------------------- | ------------------- | ------- |
| الدنمارك         | 13 مايو، 2011  | تحميل رقمي                                          | يونيفرسال الموسيقية | [ 54 ]  |
| فرنسا            | 13 مايو، 2011  | تحميل رقمي                                          | يونيفرسال الموسيقية | [ 55 ]  |
| إيطاليا          | 13 مايو، 2011  | تحميل رقمي                                          | يونيفرسال الموسيقية | [ 56 ]  |
| هولندا           | 13 مايو، 2011  | تحميل رقمي                                          | يونيفرسال الموسيقية | [ 11 ]  |
| السويد           | 13 مايو، 2011  | تحميل رقمي                                          | يونيفرسال الموسيقية | [ 57 ]  |
| الولايات المتحدة | 16 مايو، 2011  | هوت/مودرن كونتيمبوراري البالغين راديو               | ديف جام             | [ 58 ]  |
| الولايات المتحدة | 31 مايو، 2011  | ماين ستريم راديو                                    | ديف جام             | [ 59 ]  |
| الولايات المتحدة | 6 يونيو، 2011  | هوت/مودرن كونتيمبوراري البالغين راديو (إعادة إصدار) | ديف جام             | [ 60 ]  |
| ألمانيا          | 24 يونيو، 2011 | أسطوانة منفردة                                      | يونيفرسال الموسيقية | [ 61 ]  |
| الولايات المتحدة | 19 يوليو، 2011 | ريمكسات من متجر آيتونز                              | ديف جام             | [ 62 ]  |